# Howard Glacier
Howard Glacier är en glaciär i Antarktis. Den ligger i Östantarktis. Nya Zeeland gör anspråk på området. Howard Glacier ligger 655 meter över havet.
Terrängen runt Howard Glacier är varierad.  Trakten är obefolkad. Det finns inga samhällen i närheten. 